# Rio Laranjeiras (Paraná)
O rio Laranjeiras é um curso de água que banha o estado do Paraná. 